# Placopsidella phaeonota
Placopsidella phaeonota är en tvåvingeart som beskrevs av Wayne N. Mathis 1986. Placopsidella phaeonota ingår i släktet Placopsidella och familjen vattenflugor. Inga underarter finns listade i Catalogue of Life.